# Parupeneus cyclostomus
Parupeneus cyclostomus là một loài cá biển thuộc chi Parupeneus trong họ Cá phèn. Loài này được mô tả lần đầu tiên vào năm 1801.

## Từ nguyên
Từ định danh cyclostomus được ghép bởi hai âm tiết trong tiếng Hy Lạp cổ đại: kŭ́klos (κύκλος; "vòng tròn") và stómă (στόμᾰ; "miệng"), hàm ý đề cập đến miệng của loài cá này khi mở tạo thành một vòng tròn lớn.

## Phân bố và môi trường sống
P. cyclostomus có phân bố rộng khắp vùng Ấn Độ Dương - Thái Bình Dương, từ Biển Đỏ và Đông Phi trải dài về phía đông đến quần đảo Hawaii, Kiribati và Pitcairn, giới hạn phía bắc đến miền nam Nhật Bản và phía nam đến Nam Phi, Úc và Polynésie thuộc Pháp. Ở Việt Nam, P. cyclostomus được ghi nhận tại cù lao Câu.
P. cyclostomus sống trên nền đáy san hô hoặc đá vụn của đầm phá và ám tiêu, độ sâu đến ít nhất là 125 m.

## Mô tả
Chiều dài cơ thể lớn nhất được ghi nhận ở P. cyclostomus là 50 cm. Cá trưởng thành có màu xám ánh vàng, viền vảy thân xanh lam óng. Một số cá thể có màu đỏ hồng khi đánh bắt từ vùng nước sâu. Một đốm lớn màu vàng, hình bán nguyệt, bao phủ nửa trên của cuống đuôi. Quanh mắt có các vệt xanh lam. Vây đuôi, vây lưng và vây hậu môn có các sọc xanh lam. Cá con đang lớn và cá cái màu vàng hoàn toàn, đốm cuống đuôi đôi khi sáng màu hơn phần còn lại của cơ thể.
Số gai vây lưng: 8; Số tia vây lưng: 9; Số gai vây hậu môn: 1; Số tia vây hậu môn: 7; Số tia vây ngực: 15–17.

## Sinh thái
Thức ăn của P. cyclostomus bao gồm giáp xác, nhuyễn thể, ốc biển nhỏ và giun ngành Sá sùng. Cá con đang lớn sống thành đàn, trong khi cá trưởng thành thường sống đơn độc, nhưng cũng có thể sống thành nhóm.
P. cyclostomus là một loài cá có hành vi săn mồi theo nhóm. Trong quá trình săn mồi, bất kỳ cá thể nào trong nhóm cũng có thể đóng vai trò khởi xướng bằng cách tăng tốc đột ngột. Thay vì bám theo cá thể dẫn đầu, các thành viên còn lại di chuyển vòng qua rạn san hô nhằm chặn đường thoát của con mồi. Khi con mồi lẩn trốn vào các kẽ hở, cả nhóm P. cyclostomus sẽ bao vây nó, đồng thời sử dụng râu để lấy con mồi ra khỏi nơi ẩn nấp.
Tuổi thọ lớn nhất được ghi nhận ở P. cyclostomus là 6,4 năm. Mùa sinh sản của P. cyclostomus bắt đầu từ tháng 8 đến tháng 9 ở Biển Đỏ, có kích thước trứng nhỏ nhất (209,6 μm) khi so sánh với các loài cá phèn khác.

## Sử dụng
P. cyclostomus được khai thác tại nhiều nơi trong vùng phân bố của chúng, đôi khi cũng được đánh bắt trong ngành thương mại cá cảnh.